# الماحوز
الماحوز (به عربی: الماحوز) یک منطقهٔ مسکونی در بحرین است که در استان عاصمه (بحرین) واقع شده‌است.